# Gletterens
Gletterens är en ort och kommun i distriktet Broye i kantonen Fribourg, Schweiz. Kommunen hade 1 135 invånare (2023).